# Akrobacie

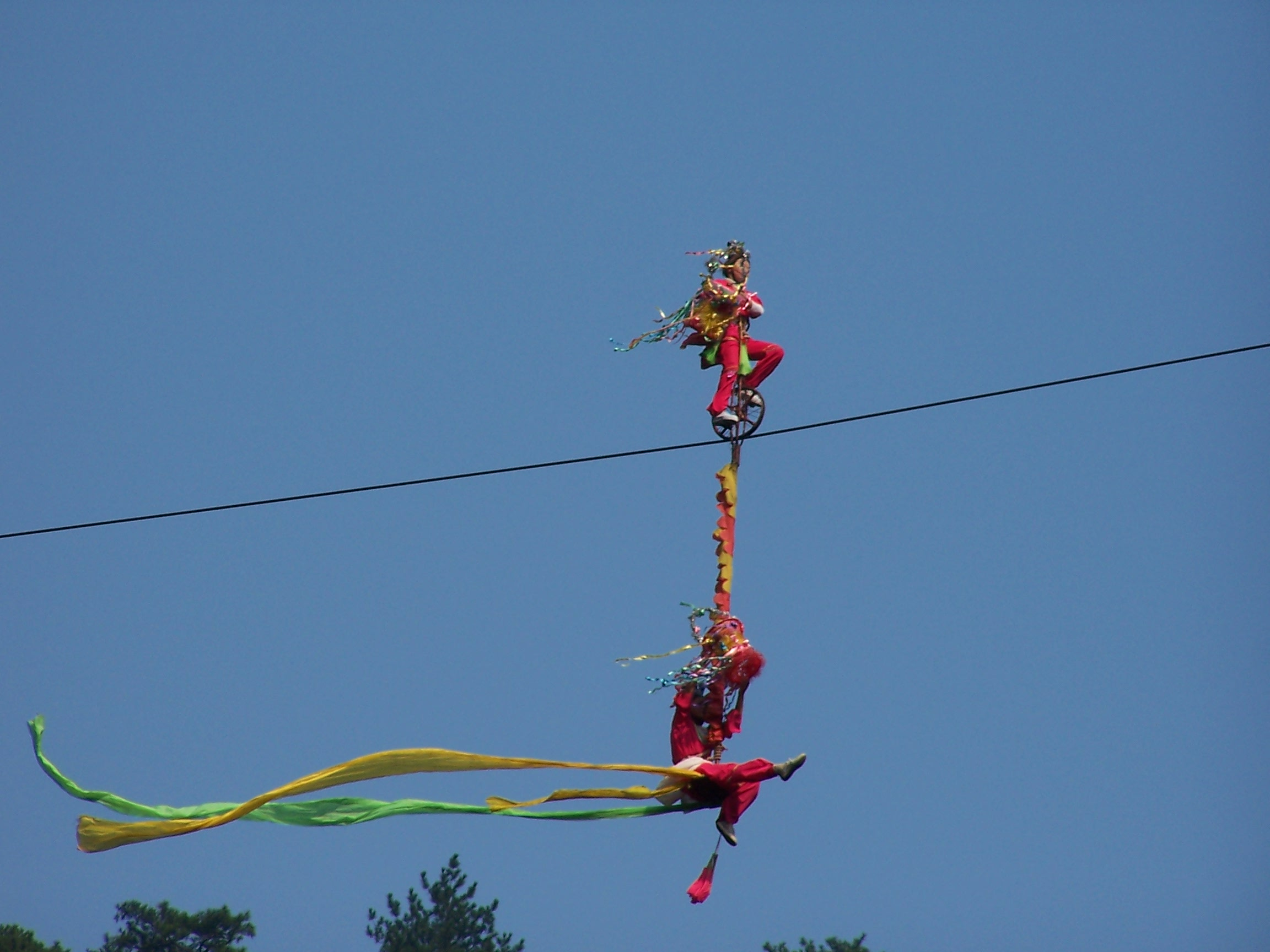
Balancování na visutém laně

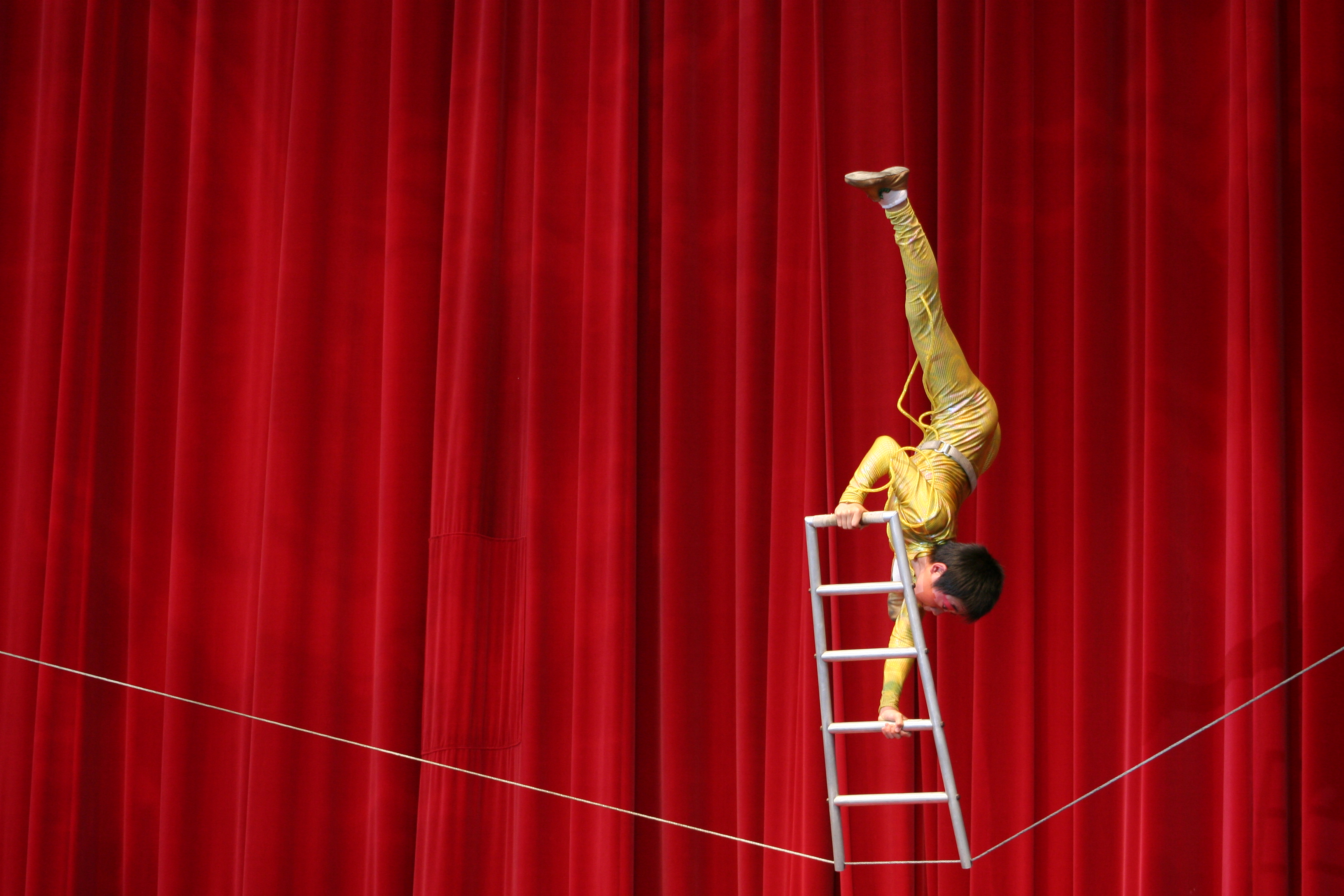
Balancování na visutém laně

Cizím slovem akrobacie či akrobatika označujeme obvykle souhrn tělesných dovedností, které jsou založeny na mimořádné tělesné zdatnosti spojené s nadprůměrnou obratností, popřípadě na mimořádných schopnostech ovládání těla, někdy spojené i s velkou dávkou odvahy. Tyto osobní fyzické dovednosti jsou pak využívány v některých uměleckých i neuměleckých profesích, dále pak v oblasti sportu.

## Ve sportu
- přirozená součást sportovní a akrobatické gymnastiky, skoků na trampolíně, některé základní akrobatické prvky jsou využívány i v moderní gymnastice
- důležitá vlastnost v převážné většině disciplín v akrobatickém lyžování
- akrobatické prvky obsahuje např. i krasobruslení
- mezi méně známé sporty patří soutěže v akrobatickém rokenrolu, sportovním aerobiku apod.
- akrobatické prvky se hodí např. v jezdectví
- mnoho akrobatických prvků používá také cyklistická krasojízda
- parašutismus a sportovní létání
- horolezectví a skálolezectví
- parkour a freerunning
- provazochodectví a slackline (včetně triků)
- akrobatické dovednosti a schopnosti vyžaduje např. i skok o tyči v lehké atletice nebo skoky do vody z věže

## Umění
- typicky cirkusoví či varietní umělci – artisté akrobaté
- filmoví kaskadéři

## Jiný význam slova
Slovo akrobacie je používáno také ve sportovním letectví při letecké akrobacii.